# Профемінізм
Профем́інізм (англ. Pro-feminism) — рух підтримки постулатів фемінізму, що не передбачає входження його учасника (профемініста) до основного феміністського руху. Термін найчастіше стосується чоловіків, які активно підтримують фемінізм і його зусилля щодо забезпечення політичної, економічної, культурної, особистої та соціальної рівності між жінками та чоловіками.
Проблеми, проти яких зазвичай виступають профеміністи, зачіпають насильство проти жінок, сексизм, нерівність в оплаті праці та просуванні по службі, торгівлі людьми і права жінок на контроль над народжуваністю. Профеміністи, які підтримують антипорнографічний фемрух також виступають проти порнографії.
Багато профеміністів політично активні, переважно в галузі гендерної рівності, прав жінок та боротьби з насильством проти жінок. У багатьох районах західного світу існують профеміністські чоловічі групи, які проводять профілактичну роботу проти насильства, семінари з питань сексуальних домаганнь на робочому місці, просвіту громадянського суспільства і психологічно консультують чоловіків, винних у скоєнні насильства. Профеміністи також беруть участь в охороні здоров'я чоловіків, навчанні чоловіків, розробці навчальних програм з питань гендерної рівності в школах. Профеміністи, які підтримують антипорнографічний рух, виступають проти порнографії, лобіюючи Закон проти порнографії. Вони іноді співпрацюють з феміністками та жіночими службами, такими як центри боротьби з сімейним насильством і зґвалтуваннями.
Оскільки теоретичні положення фемінізму знайшли підтримку серед чоловіків, які сформували групи з підвищення свідомості в 1960-х, ці групи були розділені за перевагами до конкретних течій фемінізму і політичних підходів до нього.
Проте залучення чоловічих голосів до фемінізму мало дещо проблематичний відтінок. В масових уявленнях «фемінізм» ототожнюється з жінками, які зазнають нерівності та утиску, які фемінізм має на меті усунути. Тому були винайдені інші терміни, такі як антисексизм і профемінізм.
«Профемініст(к)ами» також іноді називають людей, які дотримуються феміністських переконань або відстоюють інтереси феміністок, але не вважають себе фемініст(к)ами як такими. Деякі люди не ідентифікують себе або не бажають, щоб інші ідентифікували їх з феміністським рухом.

## Чоловіки-профеміністи
Чоловіки-профеміністи вважаються відгалуженням сучасного чоловічого руху, який симпатизує фемінізму. Профеміністи прагнуть долучити чоловічий голос до фемінізму і захищають зміни у становищі жінок, так само як і чоловіків у їх гендерних відносинах, а також у соціальних, політичних та інституційних структурах. Деякі феміністки стверджують, що включення чоловіків у феміністський рух необхідно для надання йому універсального характеру, і для того, щоб цей рух не втратив своєї актуальності у майбутньому. З другої половини 20-го століття все більше профеміністів у всьому світі стали брати участь в різних виступах, в основному пов'язаних з фемінізмом, включаючи також боротьбу зі зґвалтуванням і насильством, боротьбу із сексуалізацією жінки у ЗМІ. Мардж Пірсі (1969) стверджувала, що ліберальні політики чоловічої статі іноді підтримують феміністські вимоги заради отримання голосів, попри сумнівні підстави та дії.
- Джон Стюарт Мілль, піонер суфражизму, відстоював жіноче виборче право, автор праці «Поневолення жінок» (1869).
- Майкл Кіммел, гендерний дослідник, автор праці «Гендероване Суспільство [Архівовано 17 травня 2018 у Wayback Machine.]» (2000), засновник профем організацій, зокрема, Чоловіків Проти Сексизму (NOMAS)[1].
- Курт Кобейн
- Стівен Кінг використовував феміністичні оптики у творчості, зокрема, в романі Долорес Клейборн.
- Бенедикт Камбербетч відмовляється виконувати ролі у стрічках, де гонорар акторок нижчий, ніж акторів.

## Основні переконання
Оскільки централізованого «руху» не існує, мотивація і цілі профеміністів різні. Один із сайтів профем спрямування стверджує, що серед цих мотивів:
1. Симпатія до фемінізму, що обертається навколо простого визнання того, що чоловіки та жінки рівні, тому слід ставитися до всіх однаково толерантно. Жінки повинні мати доступ до тих же робіт і областей суспільного життя, що і чоловіки;
2. Пристрасна і глибока прихильність цій ідеї, яка змінила кожну сферу їхнього життя.

Профеміністи зазвичай вважають, що:
- Жінки потерпають через гендерну нерівність та несправедливість у суспільстві, в той час, як чоловіки отримують різні форми влади та привілеїв;
- Поточна, домінантна модель мужності є гнітючою для жінок і обмежує чоловіків. Чоловіки повинні брати на себе відповідальність за свою поведінку і ставлення до жінок.
- Життєво необхідні як особистісні, так і соціальні зміни.

Серед профеміністів також спостерігаються суперечки. Наприклад, ступінь, в якому чоловіки обмежені соціальними гендерними відносинами. Деякі підкреслюють привілейований статус, отриманий завдяки статі в патріархальному суспільстві, інші звертають увагу на те, яким чином гендерні ролі, встановлені патріархальним суспільством, обмежують як чоловіків, так і жінок. Профеміністи наполягають, що клас, раса, сексуальність, вік є важливими факторами, що впливають на відносини між чоловіками та жінками.

## У порівнянні з фемінізмом
Деякі феміністки та профеміністи вважають, що чоловікам не слід називати себе «феміністами». Адже фемінізм — це рух і сукупність ідей, розроблених жінками, про жінок і для жінок. Чоловіки ніколи не зможуть повністю зрозуміти, як це, бути жінкою. Називаючи себе феміністами, чоловіки можуть захопити феміністський рух, пригнічуючи проблеми та голоси жінок. Усередині цього «руху» є також свої розбіжності, наприклад, з соціалістичними рухами, боротьбою з расизмом.
```
Профеміністи стверджують, що вони антисексистські та антипатріархальні, але водночас не античоловічий рух. Деякі профеміністи вважають, що чоловіки мають потенціал творити добрі справи, що вони повинні діяти з метою усунути гендерну нерівність. Окрім цього вони виступають за те, щоб профеміністи створювали альянси та коаліції з іншими прогресивними групами та рухами (такими як фемінізм, 
ЛГБТ
, ліві та соціалістичні рухи, боротьба з 
расизмом
 тощо).
```